# Mera (DC Comics)
Mera is een personage uit de stripverhalen van DC Comics, bedacht door Jack Miller en Nick Cardy. Mera verscheen voor het eerst in Aquaman #11 (september 1963) als een koningin van de waterige dimensie Xebel. In de speelfilms van DC Extended Universe speelde actrice Amber Heard de rol van Mera in de film Justice League (2017) en daarna in Aquaman (2018).

## Geschiedenis
Het debuut van Mera begon oorspronkelijk in de Silver Age in Aquaman #11. In het hedendaags wordt ze vermeldt als de voormalige koningin van Xebel, Koningin van Atlantis en de vrouw van DC Comics superheld Aquaman. Mera heeft ook een tweelingzus genaamd Hilda. In haar eerste tijdslijn verschijning, blijkt ze de superschurk Leron te ontvluchten die de macht over haar koninkrijk wil nemen. Wanneer ze na aankomst op de Aarde Arthur Curry (Aquaman) ontmoet, belooft hij haar te helpen. Toch raken ze verstrikt in Lerons gemene plan en worden gevangengenomen in Xebel. Mede door de watergeest Quisp slaagt Aquaman erin Mera te bevrijden en Leron te verslaan. Daarna doet Mera afstand van de troon van Xebel en trouwt met Aquaman. Kort daarna krijgen ze een zoon genaamd Arthur Curry Jr., ook bekend als Aquababy.
Een tragedie zal echter plaatsvinden wanneer een paar jaar later hun zoon wordt ontvoerd door Black Manta die hem opsloot in een doorschijnende tank die ontworpen was om hem te verstikken. Een poging om hem te redden mocht niet baten. Hoewel de dood van hun zoon een breuk vormde tussen Aquaman en Mera, verhuisde ze naar een overstroomde stad aan de oostkust om daar een nieuw leven te beginnen. Ondanks dat Aquaman de Justice League hervormen werd Mera steeds instabieler door haar verdriet, waarnaar ze besluit terug te keren naar Xebel.
Een gewijzigde oorsprong uit 2011 geeft aan dat Xebel in feite een verbannen colonne van Atlantiërs was, verzegeld in de Bermudadriehoek. Mera en haar zus Hilda waren prinsessen van Xebel die gestuurd werden om Aquaman te vernietigen. In plaats daarvan werd Mera verliefd op hem en liet haar volk achter om de koningin van Atlantis te worden. Haar publicatiegeschiedenis is veel langer dan de meeste hedendaagse personages. Daarnaast was Mera onder andere lid van de Red Lantern Corps.

## Krachten en vaardigheden
Mera bezit eigenschappen die alle Xebelianen in het algemeen bezitten, maar dan in grotere mate, vooral haar waterbeheersing. Met een aanzienlijke bovenmenselijke kracht van een draagvermogen van minstens zeventig ton, is ze sterk genoeg om een deel van een schip op te tillen. Ze kan makkelijk honderden meters springen. Mera kan veel sneller zwemmen dan de gemiddelde Atlantiërs of Xebelianen.  Haar zwemkunst wordt gestimuleerd door haar geavanceerde niveau waardoor ze behoort tot een van de snelste zwemmers in het DC universum. Ze zou in staat zijn met een snelheid door het water te varen van minstens driehonderd mijl per uur. 
Mera kan normaal onder water functioneren en is bestand tegen de hoge drukken en extreme temperaturen van de diepte. Zowel op het het land als onder water kan ze ademen. Ze kan het water manipuleren in elke vorm, zoals schilden of mepwapens. Ze kan ook water uit het niets halen zoals uit de lucht of uit een lichaam van een ander. Haar levensduur is onbeperkt waardoor ze in feite onsterfelijk is en ook niet verouderd. Verder draagt ze haar kenmerkende groene full-body pantserpak.

## In andere media

### Televisie
Mera verschijnt in de jaren zestig op televisie in de animatieserie The Superman/Aquaman Hour of Adventure, ingesproken door Diane Maddox. In 2001 verscheen ze in de animatieserie Justice League, ingesproken door Kristin Bauer en tussen 2010 en 2011 in animatieserie Batman: The Brave and the Bold, ingesproken door Sirena Irwin. Actrice Elena Satine vertolkte het personage Mera in een aflevering van de laatste seizoen van Smallville. Mera verschijnt in 2015 ook in een aflevering van de animatieserie Young Justice, ingesproken door Kath Soucie. In hetzelfde jaar was ze ook te zien de animatieserie DC Super Hero Girls, ingesproken door Erica Lindbeck.

### Film
Mera maakte haar filmdebuut in de live-action speelfilm Justice League uit 2017 onder regie van Zack Snyder en gespeeld door Amber Heard, die ook terugkeert in de film Aquaman uit 2018, geregisseerd door James Wan.

### Computerspel
Mera verschijnt in 2014 in het computerspel LEGO Batman 3: Beyond Gotham als een speelbaar personage. In 2017 wordt Mera vermeld in het computerspel Injustice 2.